# NGC 1219
NGC 1219 (również PGC 11752 lub UGC 2556) – galaktyka spiralna (Sc), znajdująca się w gwiazdozbiorze Wieloryba. Odkrył ją Albert Marth 9 września 1864 roku.